# Darmsden
Darmsden – wieś i civil parish w Anglii, w hrabstwie Suffolk, w dystrykcie Mid Suffolk. Leży 11 km na północny zachód od miasta Ipswich i 107 km na północny wschód od Londynu. Darmsden jest wspomniana w Domesday Book (1086) jako Dermodesduna.